# Солтус Павло Станіславович
Солтус Павло Станіславович (нар. 19 лютого 1962, м. Горлівка, Донецька область) — народний депутат України V скликання, Герой України.

## Біографія
Народився 19 лютого 1962 (м. Горлівка, Донецька область); рос.; батько Станіслав Миколайович (п. 1970); мати Варвара Іванівна (1934) — пенсіонерка.
Освіта: середня, ПТУ № 37 (Горлівка, 1980).
09.1977-07.80 — учень, ПТУ № 37 м. Горлівки. 08.1980-04.81 — електрослюсар, Горлівське ВО «Стирол». 04.1981-04.83 — служба в армії. 07.1983-09.86 — учень гірника очисного забою, гірник очисного забою, учень забійника, забійник, шахта ім. Ю. О. Гагаріна ВО «Артемвугілля», м. Горлівка. З 09.1986 — забійник на відбійних молотках, шахта ім. В. І. Леніна ВО «Артемвугілля», м. Горлівка.

## Політична кар'єра
09.2007 кандидат в народні депутати України від Партії регіонів, № 223 в списку. На час виборів: народний депутат України, член Партії Регіонів.
Народний депутат України 5-го скликання 02.-11.2007 від Партії регіонів, № 206 в списку. На час виборів: гірничий робітник шахти імені Леніна державного підприємства «Артемвугілля», член ПР. Член фракції Партії регіонів (з 03.2007), член Комітету з питань будівництва, містобудування і житлово-комунального господарства (з 04.2007).

## Нагороди
- Знаки «Шахтарська слава» III, II, I ст.
- Герой України (з врученням ордена Держави, 23.08.2001)[3].